# Skumdum
Skumdum est un groupe de punk rock suédois, originaire de Skellefteå. Le groupe est formé en 1992 sous le nom de The Ronkers et acquiert son nom actuel en 1993. Pendant la première décennie ils chantaient exclusivement en suédois puis ont opté pour l'anglais pour toucher plus d'auditeurs.

## Biographie
Le groupe est formé en 1992 sous le nom de The Ronkers. Le groupe se rebaptise ensuite Skumdum en 1993. Ils enregistrent un split intitulé Tre i en vol.2', publié en 1995. Deux ans plus tard, le groupe publie son premier album studio, Demoner en 1997.
Après des années de discussions sur Internet, Pierre Klingstedt et Danny, chanteur du groupe américain Hero of Our Time, décideront d'unir leurs deux groupes pour enregistrer un split. Ce split est publié en Scandinavie, en Espagne et au Japon en 2008. Il est annoncé aux États-Unis pour l'année suivante. En 2009 sort l'album Demons from the Past.
En avril 2012, le groupe annonce l'enregistrement d'un nouvel album.
Dès janvier 2013, pour célébrer leur vingtième année d'existence, Skumdum décide de publier deux nouvelles chansons pendant presque chaque mois dans l'année, issues de leur prochain album à paraître. Ce même mois, ils publient donc Ten Thousand People et Demons from the Past. En février 2013, ils publient deux nouvelles chansons que sont Never Ending War et Waste My Time. Puis ils publient Controlled et Goodbye en mars, Bragging Is My Name et Traveler Anthem en avril, et Tonight’s the Night et Broken en mai. Après une accalmie de trois mois, le groupe revient avec Fucked Again et The Rising. En septembre 2013, Skumdum publie deux nouveaux singles, Sluts Forever et So Weak. En octobre 2013, ils publient aussi les singles Why I Sing et Take Our Place. Ce même mois, une compilation gratuitement téléchargeable, intitulée Sound of Us, Volume II, est publiée sur le blog musicale de Melodic Punk Style. Elle fait participer 27 différents groupes dont Skumdum.
Le 11 décembre 2013, le groupe publie son nouvel album, Traveller Anthems, chez Bells on Records. En avril 2014, ils publient le clip de leur chanson Ten Thousand People, issue de Traveller Anthems.

## Membres

### Membres actuels
- Pierre Pettersson - chant, basse (depuis 1993)
- Patrik Stenman - guitare, chant (depuis 1998)
- Chris Tjärnlund - batterie, chant (depuis 1993)
- Nicklas Boman - guitare, chant (depuis 2012)

### Anciens membres
- Marcus Lindkvist - guitare, chant (2002-2007)
- Peder Evesäter - guitare (1994-2001)
- Andreas Nilsson - batterie, chant (1993-1998)
- Christian Åhlen - guitare (1993-1994)

## Discographie

### Albums studio
- 1997 : Demoner
- 2002 : Kågepunx, folköl
- 2002 : Det vi kan bäst
- 2005 : Skum of the Land (réédité en 2007 par Bells on Records)
- 2009 : Kågepunx, folköl (Bells on Records)
- 2009 : Demons from the Past
- 2009 : What We Did Best
- 2013 : Traveller Anthems (Bells on Records)

### Splits
- 1995 : Tre i en vol.2 (split à trois)
- 1999 : Untitled (split CD avec Böld)
- 2003 : Punkrock Will Unite Us (split à trois)
- 2008 : 2 Sides of the Story (split CD avec Hero of Our Time)